# ARQuake
ARQuake es un videojuego Matamarcianos en primera persona, desarrollado en el año 2000 por Wayne Piekarski y Bruce Thomas, que tiene la particularidad de haber sido uno de los primeros en posibilitar al usuario experimentar la realidad aumentada permitiendo a los jugadores interactuar con gráficos y monstruos generados por ordenador. Está basado en la versión de escritorio Quake que fue lanzado a la venta por la compañía id Software en 1996.
ARQuake, se creó gracias, por un lado a que la compañía id Software liberó el código de Quake, posibilitando a desarrolladores y entusiastas del juego modificarlo y crear diferentes versiones, y por otro lado, al desarrollo de la realidad aumentada.

## Características del juego
El objetivo del proyecto ARQuake era construir un juego en primera persona con las siguientes características:
- El juego se desarrolla al aire libre, pudiendo el usuario moverse libremente.
- La visión está determinada solamente por la posición y orientación de la cabeza del usuario.
- El juego utiliza realidad aumentada usando HMD transparente.
- El juego es controlado utilizando metáforas y objetos de la vida real fáciles de entender.

Los desarrolladores querían crear un sistema en el cual el usuario pudiera jugar de una forma natural, viendo a los monstruos en sus localizaciones virtuales y utilizando objetos como pistolas de plástico para disparar hacia ellos. La posición y la orientación son actualizadas mientras el usuario camina por el mundo virtual creado por los desarrolladores.

### Los monstruos
Los monstruos tuvieron que ser modificados. En el Quake original los monstruos son más fuertes, ya que el avatar utilizado en el juego posee poderes sobrehumanos, por ello en la versión de ARQuake los monstruos son más débiles. También se tuvo que modificar las texturas que los componen, ya que solían ser muy oscuras en Quake no siendo posible verlas en un HMD transparente. Finalmente, se escogieron solamente siete tipos de monstruos que fueran terrestres, teniendo en cuenta la imposibilidad de volar o nadar del usuario de ARQuake, mejorando así la jugabilidad.

### El escenario
Para crear el mundo virtual en el que se desarrolla el juego se realizó un modelo de los edificios del campus de Ciencias de la información y la comunicación de Australia del sur para posteriormente ser introducido y codificado como un mapa de Quake. El modelo del campus incluía 30 edificios y medía 350 por 450 metros. Los edificios fueron creados como objetos sólidos negros siendo esta una de las técnicas de renderizado gracias a la cual un monstruo que está detrás de una esquina o pared no puede ser visto hasta que el usuario no lo ve en la vida real. Las puertas secretas o bloqueadas no se utilizan en esta versión del juego, ya que serían muy complicadas de sincronizar entre el mundo virtual y el real.

### Modificaciones
La versión de escritorio utiliza el teclado y el ratón para desplazarse e interactuar con el mundo virtual, sin embargo, en la versión ARQuake la posición del usuario, a medida que se desplaza por el mapa, tiene que ser conectada con el interior del mapa de Quake. Para ello el juego original fue modificado para que aceptase la posición absoluta del jugador mediante el uso de una brújula digital TMC2 para la orientación y de un GPS Garmin para la posición. Además de la localización y orientación , se incluyeron otras modificaciones para posibilitar el control y disparo de armas dentro del mapa.

### Hardware
Gracias a que el software no requiere muchos recursos ARQuake funciona con un hardware barato y fácil de adquirir. Se utilizó:
- Un ordenador portátil Toshiba Pentium 233 con Linux.
- Un I- Glass color PAL display.
- Un navegador de precisión TCM2-80 para la orientación.
- Un GPS12XL Garmin con DGPS para el posicionamiento.
- El casco Sony Glasstron - 800x600 SVGA